# Барекамаван
Барекамава́н (арм. Բարեկամավան) — село на северо-востоке Тавушской области Армении.
Главой сельской общины является Гарик Абазян.

## Географическое положение
Ближайшими армянскими соседними сёлами Барекамавана являются Довех и Коти, хотя они расположены примерно в 9-ти км от Барекамавана. А самым близким является азербайджанское Кемерли.
Эта оторванная от мира местность, которая окружена высокими горами и густыми лесами, одно из приграничных сел Армении.

## Название
Название села Барекамаван переводится так: «барекам» (арм. բարեկամ) — родственник или друг (дословно — доброжелатель) и «ван» (арм. վան) — место, поселение, т.е. «поселение родственников/друзей».

## История
Село Барекамаван имеет примерно 1500—2000 летнюю историю. В XVIII веке население села пополнили беженцы из Нагорного Карабаха. Во время Карабахского конфликта село оказалось в сложной ситуации. В 1992 году село впервые получило 10 автоматов. Серьёзная стычка началась в мае, когда выкрали животных и пастуха. Выстрелы и скотокрадство продолжались даже после войны.

## Население
На 2008 год население этого приграничного села составляло 500 человек, к 2019 году оно сократилось до 197, а к началу 2020 года до 172 человек. В селе существуют проблемы с оросительной водой и отоплением, что влияет на демографическую ситуацию.

### Язык
В основном население Тавушской области, как и Барекамавана говорит на иджеванском диалекте армянского языка, родственном карабахскому диалекту (так как основным населением Тавушской области являются выходцы из Карабаха в XVIII веке). Этот диалект характеризуется перестановкой ударения с последнего слога на предпоследний.